# Институт геохимии, минералогии и кристаллографии им. М. В. Ломоносова
Институт геохимии, кристаллографии и минералогии им. М. В. Ломоносова Академии наук СССР (сокр. Ломоносовский институт; ЛИГЕМ АН СССР) — научный институт АН СССР, занимавшийся вопросами минералогии, кристаллографии, и геохимии. Входил в состав Отделения математических и естественных наук (ОМЕН) АН СССР. Существовал в 1932—1937 годах.

## История
Основан 2 октября 1932 года в Ленинграде, когда по решению Президиума АН СССР был создан единый Институт геохимии, минералогии и кристаллографии, в состав которого вошли:
- Геохимический институт АН СССР
- Минералогический институт АН СССР
- Кристаллографическая лаборатория.

6 октября 1932 года Общее собрание АН СССР утвердило название и организацию Института геохимии, кристаллографии и минералогии им. М. В. Ломоносова.
В 1934 году институт переехал в Москву.
С мая 1936 года при институте действовал Музей минералогии и геохимии.
Институт изучал распределение химических элементов в земной коре для получения минерального сырья. Научные работы по темам:
- изучение законов образования кристаллических тел и их физических свойств
- изучение поведения химических элементов, их сонахождения, концентрации и рассеяния в месторождениях
- разработка основных направлений использования минерального сырья
- изучение и описании отдельных минералов.

Регионы исследований: Урал, Карелия, Хибины, Средняя Азия, Киргизия и другие.
Институт принял участие в издании книг: «Минералы СССР», «Минералы Урала» и «Минералы Хибин».
Институт был реорганизован в 1937 году путём слияния с Петрографическим и Геологическим институтами в единый «Институт геологических наук АН СССР». 11 ноября 1937 года Президиум АН вынес постановление о преобразовании Кристаллографического отдела ЛИГЕМ в самостоятельную лабораторию в составе группы геологии, которая затем преобразовалась в Институт кристаллографии.

## Руководство
1932—1937 — Ферсман А. Е. — Директор.
Руководители основных научных направлений: Д. И. Щербаков, А. В. Шубников, С. М. Курбатов, В. И. Крыжановский.